# Postel (Mol)
Postel ist ein Weiler der belgischen Gemeinde Mol, die zur Provinz Antwerpen gehört. Er wird der Landschaft De Kempen zugerechnet. Postel liegt an der niederländischen Grenze, die Entfernung zum niederländischen Ort Reusel ist geringer als die zum Zentrum von Mol. Der Weiler ist mit einer Fläche von 44,43 km² der größte Ortsteil von Mol, in dem mit 220 Einwohnern (Stand: 31. Dezember 2007) aber mit Abstand die wenigsten Einwohner leben.
Das Gebiet besteht zum großen Teil aus Wald und Naturlandschaft. Daneben existieren auch einige große landwirtschaftliche Betriebe, von denen sich einige auf das Züchten von Rollrasen spezialisiert haben.

## Prämonstratenserabtei
Postel ist vornehmlich bekannt durch seine Prämonstratenserabtei. Die im Jahre 1138 gegründete Abtei Postel war bis 1613 ein Priorat der Abtei Floreffe und wurde erst danach selbständig. Infolge der französischen Besatzung wurde sie geschlossen. Seit 1797 war sie für einige Jahrzehnte in Privatbesitz und wurde erst 1847 dem Orden zurückgegeben. 
Die ursprünglich im 12. Jahrhundert im romanischen Stil erbaute Abteikirche weist auch später im gotischen Stil ergänzte Elemente auf, der Turm entstand erst im Barock. 
Die Abtei ist spätestens seit 1960 bekannt für das gleichnamige Bier, das mittlerweile in Opwijk gebraut wird. Mit kleinen Unterbrechungen braute die Abtei selbst von 1611 bis 1943 für ihren Eigenbedarf. Darüber hinaus gibt es auch einen nach der Abtei benannten Käse.

## Geographie
Postel liegt etwa auf der Wasserscheide zwischen dem Maas- und dem Scheldebecken. Im Norden von Postel fließen die Gewässer der Maas zu, während die Gewässer im Westen und Süden zu  Nete ablaufen. Die Abtei Postel liegt etwa auf einer Höhe von 38 Metern. Der höchste Punkt des Weilers liegt auf einer Höhe von 43 Meter. 

## Söhne und Töchter der Ortschaft
- Charles de Broqueville (1860–1940), belgischer Premierminister
- Edmond van Eetvelde (1852–1925), Diplomat und Staatssekretär